# Айндховен
А̀йндховен (на нидерландски: EindhovenМФА: [ˈɛi̯ntˌɦoːvə(n)]), също Ѐйндховен, в по-стари източници Ейндховън, Ейндхофън, е град и община в Южна Нидерландия, най-големият град в провинция Северен Брабант.

## Демографски профил
Населението му наброява 227 751 жители по данни от преброяването към август 2017 г. Разположен е на площ от 88,87 km².

## Икономика
Ейндховен има железопътна гара и летище. В района на града са разположени множество предприятия, свързани с високите технологии и информатиката като компанията Philips. Тук е седалището и основната производствена база на производителя на камиони ДАФ. Сред другите известни фирми може да се споменат NXP Semiconductors, ASML, Toolex, Simac, Neways и Atos Origin.

## Спорт
Айндховен е известен и с футболния си отбор ПСВ Айндховен, който е носител на Купата на Европейските шампиони за 1988 г. и Купата на УЕФА през 1978 г.

## Фотогалерия
- Конгресният център
- Църквата „Катарина“
- Университетът
- Жп гарата и автогарата